# Bathurst, New South Wales
Bathurst (phát âm /ˈbæθərst/) là một thành phố thuộc bang New South Wales, Úc, cách Sydney khoảng 200 km về phía tây bắc.
Thành phố này có dân số là 28.992 người theo điều tra năm 2006. Bathurst là thủ phủ của Hội đồng vùng Bathurst.

## Khí hậu
Bathurst có khí hậu đại dương (phân loại khí hậu Köppen Cfb) với mùa hè ôn hòa, ấm áp trong khi mùa đông mát lạnh.
| Dữ liệu khí hậu của Bathurst              | Dữ liệu khí hậu của Bathurst | Dữ liệu khí hậu của Bathurst | Dữ liệu khí hậu của Bathurst | Dữ liệu khí hậu của Bathurst | Dữ liệu khí hậu của Bathurst | Dữ liệu khí hậu của Bathurst | Dữ liệu khí hậu của Bathurst | Dữ liệu khí hậu của Bathurst | Dữ liệu khí hậu của Bathurst | Dữ liệu khí hậu của Bathurst | Dữ liệu khí hậu của Bathurst | Dữ liệu khí hậu của Bathurst | Dữ liệu khí hậu của Bathurst |
| Tháng                                     | 1                            | 2                            | 3                            | 4                            | 5                            | 6                            | 7                            | 8                            | 9                            | 10                           | 11                           | 12                           | Năm                          |
| ----------------------------------------- | ---------------------------- | ---------------------------- | ---------------------------- | ---------------------------- | ---------------------------- | ---------------------------- | ---------------------------- | ---------------------------- | ---------------------------- | ---------------------------- | ---------------------------- | ---------------------------- | ---------------------------- |
| Cao kỉ lục °C (°F)                        | 41.0 (105.8)                 | 41.5 (106.7)                 | 35.3 (95.5)                  | 32.0 (89.6)                  | 24.2 (75.6)                  | 20.5 (68.9)                  | 20.5 (68.9)                  | 23.5 (74.3)                  | 29.0 (84.2)                  | 34.1 (93.4)                  | 39.7 (103.5)                 | 40.3 (104.5)                 | 41.5 (106.7)                 |
| Trung bình ngày tối đa °C (°F)            | 28.2 (82.8)                  | 27.3 (81.1)                  | 24.6 (76.3)                  | 20.2 (68.4)                  | 15.7 (60.3)                  | 12.3 (54.1)                  | 11.4 (52.5)                  | 13.0 (55.4)                  | 16.4 (61.5)                  | 20.0 (68.0)                  | 23.4 (74.1)                  | 26.4 (79.5)                  | 19.9 (67.8)                  |
| Tối thiểu trung bình ngày °C (°F)         | 13.4 (56.1)                  | 13.4 (56.1)                  | 10.8 (51.4)                  | 6.7 (44.1)                   | 3.4 (38.1)                   | 1.7 (35.1)                   | 0.5 (32.9)                   | 1.3 (34.3)                   | 3.4 (38.1)                   | 6.1 (43.0)                   | 8.9 (48.0)                   | 11.6 (52.9)                  | 6.8 (44.2)                   |
| Thấp kỉ lục °C (°F)                       | 1.8 (35.2)                   | 2.8 (37.0)                   | −2.2 (28.0)                  | −5.0 (23.0)                  | −6.2 (20.8)                  | −8.2 (17.2)                  | −8.9 (16.0)                  | −7.5 (18.5)                  | −5.5 (22.1)                  | −3.0 (26.6)                  | −1.0 (30.2)                  | 0.0 (32.0)                   | −8.9 (16.0)                  |
| Lượng mưa trung bình mm (inches)          | 67.7 (2.67)                  | 58.0 (2.28)                  | 52.1 (2.05)                  | 42.1 (1.66)                  | 41.5 (1.63)                  | 44.7 (1.76)                  | 49.1 (1.93)                  | 49.5 (1.95)                  | 47.2 (1.86)                  | 59.1 (2.33)                  | 60.7 (2.39)                  | 66.1 (2.60)                  | 637.8 (25.11)                |
| Số ngày mưa trung bình (≥ 0.2mm)          | 7.4                          | 7.0                          | 6.3                          | 6.2                          | 8.3                          | 10.2                         | 11.2                         | 10.9                         | 9.3                          | 9.3                          | 8.5                          | 8.0                          | 102.6                        |
| Độ ẩm tương đối trung bình buổi chiều (%) | 42                           | 46                           | 46                           | 49                           | 57                           | 63                           | 61                           | 54                           | 52                           | 48                           | 46                           | 39                           | 50                           |
| Nguồn: Cục Khí tượng Úc                   |                              |                              |                              |                              |                              |                              |                              |                              |                              |                              |                              |                              |                              |